# James Chandler
James Chandler (...) è un linguista britannico, esperto nella lingua artificiale ido.
Scoprì l'esistenza dell'idioma nel 1996. Come per molti idisti, fu l'esperanto la lingua che lo condusse all'ido.
Iniziò ad apprendere l'esperanto, ma ad un certo punto il suo interesse venne meno, in quanto riteneva che la lingua di Zamenhof avesse troppi difetti e ambiguità, per cui decise di entrare in contatto con il movimento dell'ido della Britannia (ILSGB).
Nel 1997 supervisionò la creazione dei primi due siti internet. Simultaneamente scoprì un altro sito, mantenuto da un altro idista britannico, Robert Carnaghan. Fondò anche il primo gruppo di discussione sull'ido, chiamato "Idol". Nel 1999 il gruppo si trasferì in Yahoo Groups, con il nuovo nome "idolisto".
Divenne anche redattore per alcuni numeri della rivista dell'ILSGB, Ido-Vivo ("Vita dell'ido"). Inoltre contribuì con molti altri articoli di un'altra rivista, il Progresso, mantenuto dalla Uniono por la Linguo Internaciona Ido. Fu assistente in due conferenze: la prima tenuta nel 1997 nella località di Bakkum, nei Paesi Bassi, e la seconda nel 2003, a Großbothen, in Germania.
Gli anni successivi videro Chandler impegnato nella creazione dei siti Europa, Travlang ed il forum Linguolisto. Condusse anche l'amministrazione dei forum: Francidol, per gli idisti francesi, ed Ido-angla, per gli idisti inglesi.  Recentemente, per Wikipedia, ha lavorato su diverse traduzioni in lingua ido.
Oltre all'esperanto e all'ido Chandler parla la lingua internazionale Novial di Otto Jespersen, creando anche un sito di questa lingua internazionale.